# 카트리네 룬데
카트리네 룬데 하랄센(노르웨이어: Katrine Lunde Haraldsen, 1980년 3월 30일~)은 노르웨이의 핸드볼 선수로 포지션은 골키퍼이다.
노르웨이 여자 국가대표팀의 일원으로 국제 경기 363경기 출전하여 노르웨이 여자 핸드볼 대표 최다 출전 기록을 보유하고 있다. 또한 올림픽에서 금메달 2개, 동메달 2개를 획득하며 마리트 말름 프라피오르와 함께 올림픽 핸드볼에서 가장 많은 메달을 획득한 여자 선수가 되었다. 그 밖에 세계 선수권 대회에서 우승 2회, 준우승 3회에 올랐고, 유럽 선수권 대회에서 6회 우승을 달성했다.
쌍둥이 자매인 크리스티네도 노르웨이 국가대표 핸드볼 선수로 활동했다.